# Ninane (Durbuy)
Pour les articles homonymes, voir Ninane (homonymie).
Ninane est un hameau de la commune belge de Durbuy situé en Région wallonne dans la province de Luxembourg.
Avant la fusion des communes, il faisait partie de la commune de Heyd.

## Situation
Ce hameau ardennais se situe en rive gauche de l'Aisne entre les villages d'Aisne, Heyd, Deux-Rys et Mormont.

## Description
Ninane étale ses maisons principalement le long de la N.806 (Bomal-Manhay).
À la sortie de Ninane en direction d'Aisne, on découvre les rochers tourmentés de Roche-à-Frêne (commune de Manhay) qui se dressent sur la rive opposée de l'Aisne.

## Activités
Ninane compte un hôtel restaurant qui était autrefois un authentique relais de diligence. Une scierie se trouve au bout du hameau en direction de Bomal.